# Advan Kadušić
Advan Kadušić (ur. 14 października 1997 w Zenicy) – bośniacki piłkarz występujący na pozycji prawego obrońcy w słoweńskim klubie NK Celje oraz w reprezentacji Bośni i Hercegowiny.

## Kariera klubowa

### FK Sarajevo
W 2013 dołączył do akademii FK Sarajevo. 3 marca 2015 został przesunięty do pierwszego zespołu. Zadebiutował 18 października 2015 w meczu Premijer ligi przeciwko Velež Mostar (4:1). Pierwszą bramkę zdobył 10 sierpnia 2016 w meczu ligowym przeciwko FK Krupa (3:2). 29 czerwca 2017 zadebiutował w kwalifikacjach do Ligi Europy w meczu przeciwko Zarii Bielce (2:1).

### Zrinjski Mostar
1 stycznia 2018 przeszedł do drużyny Zrinjski Mostar. Zadebiutował 17 lutego 2018 w meczu Premijer ligi przeciwko NK GOŠK Gabela (3:2). W sezonie 2017/18 jego zespół zajął pierwsze miejsce w tabeli zdobywając mistrzostwo Bośni i Hercegowiny. W sezonie 2018/19 zdobył wicemistrzostwo Bośni i Hercegowiny.

### NK Celje
15 stycznia 2020 podpisał kontrakt z klubem NK Celje. Zadebiutował 22 lutego 2020 w meczu Prva ligi przeciwko NK Aluminij (2:0). Pierwszą bramkę zdobył 16 czerwca 2020 w meczu ligowym przeciwko NŠ Mura (3:1). 19 sierpnia 2020 zadebiutował w kwalifikacjach do Ligi Mistrzów w meczu przeciwko Dundalk F.C. (3:0).

## Kariera reprezentacyjna

### Bośnia i Hercegowina
W 2020 roku otrzymał powołanie do reprezentacji Bośni i Hercegowiny. Zadebiutował 11 października 2020 w meczu Ligi Narodów UEFA przeciwko reprezentacji Holandii (0:0).

## Statystyki

### Klubowe
(aktualne na dzień 6 lutego 2021)
| Klub               | Sezon              | Liga               | Liga  | Liga   | Puchar kraju | Puchar kraju | Europa | Europa | Suma  | Suma   |
| Klub               | Sezon              | Liga               | Mecze | Bramki | Mecze        | Bramki       | Mecze  | Bramki | Mecze | Bramki |
| ------------------ | ------------------ | ------------------ | ----- | ------ | ------------ | ------------ | ------ | ------ | ----- | ------ |
| FK Sarajevo        | 2015/16            | Premijer liga      | 13    | 0      | 4            | 0            | 0      | 0      | 17    | 0      |
| FK Sarajevo        | 2016/17            | Premijer liga      | 18    | 1      | 6            | 0            | –      | –      | 24    | 1      |
| FK Sarajevo        | 2017/18            | Premijer liga      | 7     | 0      | 0            | 0            | 2      | 1      | 9     | 1      |
| FK Sarajevo        | Ogólnie            | Ogólnie            | 38    | 1      | 10           | 0            | 2      | 1      | 50    | 2      |
| Zrinjski Mostar    | 2017/18            | Premijer liga      | 10    | 0      | 0            | 0            | 0      | 0      | 10    | 0      |
| Zrinjski Mostar    | 2018/19            | Premijer liga      | 24    | 0      | 4            | 0            | 3      | 0      | 31    | 0      |
| Zrinjski Mostar    | 2019/20            | Premijer liga      | 15    | 0      | 1            | 0            | 5      | 0      | 21    | 0      |
| Zrinjski Mostar    | Ogólnie            | Ogólnie            | 49    | 0      | 5            | 0            | 8      | 0      | 62    | 0      |
| NK Celje           | 2019/20            | Prva liga          | 16    | 2      | 0            | 0            | –      | –      | 16    | 2      |
| NK Celje           | 2020/21            | Prva liga          | 15    | 0      | 0            | 0            | 2      | 0      | 17    | 0      |
| NK Celje           | Ogólnie            | Ogólnie            | 31    | 2      | 0            | 0            | 2      | 0      | 33    | 2      |
| Ogólnie w karierze | Ogólnie w karierze | Ogólnie w karierze | 118   | 3      | 15           | 0            | 12     | 1      | 145   | 4      |

### Reprezentacyjne
(aktualne na dzień 6 lutego 2021)
| Reprezentacja        | Rok     | Mecze | Bramki |
| -------------------- | ------- | ----- | ------ |
| Bośnia i Hercegowina |         |       |        |
| 2020                 | 3       | 0     |        |
| Ogólnie              | Ogólnie | 3     | 0      |

| Mecze i gole w reprezentacji | Mecze i gole w reprezentacji | Mecze i gole w reprezentacji | Mecze i gole w reprezentacji | Mecze i gole w reprezentacji | Mecze i gole w reprezentacji | Mecze i gole w reprezentacji | Mecze i gole w reprezentacji |
| Lp.                          | Data                         | Miejsce                      | Gospodarz                    | Gość                         | Wynik                        | Gol                          | Rozgrywki                    |
| ---------------------------- | ---------------------------- | ---------------------------- | ---------------------------- | ---------------------------- | ---------------------------- | ---------------------------- | ---------------------------- |
| 1.                           | 11.10.2020                   | Zenica                       | Bośnia i Hercegowina         | Holandia                     | 0:0                          |                              | Liga Narodów UEFA            |
| 2.                           | 12.11.2020                   | Sarajewo                     | Bośnia i Hercegowina         | Iran                         | 0:2                          |                              | Mecz towarzyski              |
| 3.                           | 18.11.2020                   | Zenica                       | Bośnia i Hercegowina         | Włochy                       | 0:2                          |                              | Liga Narodów UEFA            |

## Sukcesy

### Zrinjski Mostar
- Mistrzostwo Bośni i Hercegowiny (1×): 2017/2018
- Wicemistrzostwo Bośni i Hercegowiny (1×): 2018/2019

### NK Celje
- Mistrzostwo Słowenii (1×): 2019/2020